# Jayden Stockley
Jayden Connor Stockley , né le 15 septembre 1993 à Poole, est un footballeur anglais qui évolue au poste d'attaquant avec le club de Port Vale.

## Biographie
Avec l'équipe d'Aberdeen FC, il dispute 27 matchs en première division écossaise, inscrivant cinq buts.
Il inscrit ensuite avec l'équipe d'Exeter City, 19 buts en quatrième division anglaise lors de la saison 2017-2018, puis 16 buts lors de la première partie de saison 2018-2019. Le 22 décembre 2018, il est l'auteur d'un triplé en championnat sur la pelouse d'Oldham Athletic.
Le 3 janvier 2019, il rejoint le club de Preston North End, équipe évoluant en Championship (D2 anglaise).
Le 22 janvier 2021, il est prêté à Charlton Athletic.
Le 15 juin 2021, il rejoint Charlton Athletic.
Le 30 janvier 2023, il rejoint Fleetwood Town.
Le 21 juin 2023, il rejoint Port Vale.

## Palmarès
- Vice-champion d'Angleterre de League Two (D4) en 2010 avec Bournemouth
- Vice-champion d'Écosse en 2017 avec Aberdeen
- Finaliste de la Coupe d'Écosse en 2017 avec Aberdeen
- Finaliste de la Coupe de la Ligue écossaise en 2016 avec Aberdeen